# ميخائيل باترورث
ميخائيل باترورث (بالإنجليزية: Michael Butterworth)‏ هو لاعب كرة قدم أمريكية أمريكي، ولد في 7 يناير 1985 في نورثرن كامبريا في الولايات المتحدة.